# 盧氏瘦波魚
盧氏瘦波魚（学名：Leptocypris lujae）为輻鰭魚綱鯉形目鲤科的其中一種，該物種於1909年由乔治·亚伯特·布兰洁描述，分布於非洲剛果河流域，體長可達15.5公分，棲息在底層水域。

## 扩展阅读
維基物種上的相關：[[Wikispecies:Leptocypris lujae|]]